# Ophthalmotilapia ventralis
Ophthalmotilapia ventralis é uma espécie de peixe da família Cichlidae.
É endémica de Zâmbia.
Os seus habitats naturais são: lagos de água doce.